# エゾヒナノウスツボ
エゾヒナノウスツボ（蝦夷雛の臼壺、学名：Scrophularia alata ）は、ゴマノハグサ科ゴマノハグサ属の多年草。

## 特徴
地下にゴボウ状に肥大した根がある。茎は太くやや柔らかく、4稜があって稜に幅の狭い翼状のひれがあり、直立して高さ90-150cmになる。葉は対生して大きく肉質で、長さ1.5-3cmになる翼のある葉柄がやや茎を抱き、葉身は広卵形で、長さ8-15cm、幅6-9cmになる。葉の先端はとがり、縁には先の鈍い鋸歯がある。
花期は6-7月。茎の先によく分枝する円錐花序をつけ、多くの花をまばらにつける。花序軸は四角のまま太く、腺毛が生え、花柄は太く、長さ6-20mmになり細かい腺毛がまばらに生える。萼は鐘形で、萼裂片は5つに深く裂け、緑色で縁の色はうすく、裂片は卵円形で先は円い。花冠は淡黄緑紫色で長さ8-10mmになり、壺形で先は唇形になり、上唇はやや紫褐色が濃く2裂し、下唇の色はやや薄く3裂し、下唇の中央裂片は反り返る。花冠全体が紫褐色に見えるものもある。雄蕊は4個あって花冠下唇側につき、横に広い楕円形の葯の縁が裂けて花粉を出す。仮雄蕊が1個あり、花冠上唇の中央基部につき、先が円いへら形となる。雌蕊は1個で花柱は花外に伸び出す。果実は、長さ7-10mmの三角状卵形の蒴果になり、胞間裂開する。種子は楕円形でごく小さい。

## 雌蕊先熟
雌蕊先熟で、花が開くと花柱が花の外に伸び、受粉して下垂する。この時、自花の葯から花粉は出ていない。その後雄蕊が伸びて葯の縁が裂け、花粉を出す。これによって同一の花からの受粉が避けられる。

## 分布と生育環境
日本では、南千島（歯舞諸島、色丹島）、北海道、本州（太平洋側では岩手県以北、青森県、日本海側では石川県以北）に分布し、海岸の岩礫地に生育する。国外では、千島列島南部、サハリン南部に分布する。

## 名前の由来
和名のエゾヒナノウスツボは「蝦夷雛の臼壺」の意で、小さな壺形の花を臼や壺に見立てたヒナノウスツボに似て、蝦夷地に多いのでいう。同属に、似た花をつけるオオヒナノウスツボ、サツキヒナノウスツボ、ハマヒナノウスツボなどがある。
また、種小名 alata は、「翼のある」のことで、茎に4稜があり、稜に翼状のひれがある。

## 下位分類
- ハマヒナノウスツボ Scrophularia grayanoides M.Kikuchi[8]、シノニム: Scrophularia grayana Maxim. ex Kom. var. grayanoides (M.Kikuchi) T.Yamaz. [9] - かつて、エゾヒナノウスツボの変種とされていたが、現在は独立種とされる。

## ギャラリー
- 花序軸は四角で太く、花柄も太く腺毛が生える。
- 壺形の花。へら状の仮雄蕊が1個、その下に雄蕊が4個あり、雌蕊が1個下垂する。茎先によく分枝する円錐花序をつける。
- 茎に4稜があり、稜にひれ状の翼がある。葉柄に翼がある。
- 海岸の岩場に生育している。青森県種差海岸（2017年6月下旬）